# Machilaphis machili
Machilaphis machili är en insektsart. Machilaphis machili ingår i släktet Machilaphis och familjen långrörsbladlöss. Inga underarter finns listade i Catalogue of Life.